# Compass Minerals
Compass Minerals International, Inc — публічна компанія, яка, через власні дочірні компанії, є провідним виробником мінералів, включаючи сіль, хлорид магнію, сульфат калію та інших речовин, які забезпечують роботу заводів. Розташована в Оверленд-Парк, Канзас.

## Особливості
Компанія виробляє промислову сіль для споживачів у Північній Америці та Сполученому Королівстві та речовини, які забезпечують роботу заводів для виробників по всьому світу. Compass Minerals також виготовляє споживчі продукти проти обледеніння та для кондиціонування води, споживчу та комерційну кулінарну сіль та інші продукти на основі мінералів для споживчих, сільськогосподарських і промислових застосувань.
Compass Minerals оперує двома сегментами: сіль та забезпечення заводів.
Перший сегмент виробляє хлорид натрію та хлорид магнію.
Другий сегмент виробляє сульфат калійних добрив.
Штат компанії сягає понад 3000 людей в Канаді, США, Бразилії та Об'єднаному Королівстві.